# لودویک ویلتارد
لودویک ویلتارد (انگلیسی: Ludovic Viltard؛ زادهٔ ۱ اکتبر ۱۹۸۳) بازیکن فوتبال اهل فرانسه است.
از باشگاه‌هایی که در آن بازی کرده‌است می‌توان به باشگاه فوتبال استراسبورگ اشاره کرد.